# Moşleḩābād
Moşleḩābād (persiska: مصلح آباد) är en ort i Iran.   Den ligger i provinsen Markazi, i den centrala delen av landet, 210 km sydväst om huvudstaden Teheran. Moşleḩābād ligger 1 701 meter över havet och antalet invånare är 452.
Terrängen runt Moşleḩābād är en högslätt. Runt Moşleḩābād är det ganska tätbefolkat, med 120 invånare per kvadratkilometer. Närmaste större samhälle är Dāvūdābād, 14,8 km sydost om Moşleḩābād. Trakten runt Moşleḩābād består i huvudsak av gräsmarker.